# Siarka Tarnobrzeg
Siarka Tarnobrzeg ist ein polnischer Fußballverein aus Tarnobrzeg in der Woiwodschaft Karpatenvorland. Zur Saison 2022/23 ist der Club in die 2. Liga, der dritthöchsten polnischen Spielklasse, aufgestiegen.

## Geschichte
Der Verein wurde 1957 als KS Siarka Tarnobrzeg gegründet. In der Saison 1992/93 spielte der Verein erstmals in der Ekstraklasa, die damals noch 1. Liga hieß, und erreichte mit einem 11. Platz das bisher beste Ergebnis. In der folgenden Saison wurde man nur Siebzehnter und musste den Gang in die 2. Liga antreten. Siarka stieg direkt wieder auf, war in der folgenden Saison in der 1. Liga jedoch chancenlos. Mit 15 Punkten wurde der Verein abgeschlagener Letzter mit 13 Punkten Rückstand auf den Siebzehnten, FKS Stal Mielec, und über 25 Punkten Rückstand auf den 14. Platz, den man zum Klassenerhalt benötigt hätte. Danach stieg der ehemalige Erstligist bis in die fünftklassige 4. Liga ab. Am 18. Juni 2014 wurde der Fußballverein in eine Aktiengesellschaft umgewandelt. 2019 stieg Siarka Tarnobrzeg aus der drittklassigen 2. Liga ab.

## Erfolge
- 2. Liga
  - Meister: 1992 (Gruppe Ost)
  - Vize-Meister: 1995 (Gruppe Ost)
- Polnischer Fußballpokal
  - Achtelfinale: 1993/94, 1995/96